# أدب سوداني
هناك سجلات من الأدب السوداني يرجع تاريخها إلى 700 قبل الميلاد في الكتابة المروية، ولكن لم يبدأ حتى القرنين السادس عشر والسابع عشر ظهور الأدب السوداني الحديث المميز. 

## تصنيف
الأدب اليوم مكتوب إلى حد كبير باللغة العربية، ولكن بعض الأنواع أيضا في اللغات المحلية الأخرى، مثل الشعر في اللغة الفوراوية. كل من الأدب المكتوب، والتقاليد الشفوية، مثل الفولكلور وجدت. في بداية القرن العشرين، كان هناك اتجاه من كتابة القصص المنطوقة. 
من بين أنواع القصص من التقاليد الشفوية حكايات «أحاجي» و "المديح"، أو حكايات الثناء. فالنوع الأول له طابع أسطوري عموما، تقول النور: «لديهم دائما نهايات سعيدة ومليئة بالمشاهد الخرافية والخرافات التي تصف القوى السحرية للجينات والطقوس». أما النوع الثاني من الحكايات، فقد كان له طابع أكثر دينية، وهو يتعلق بالثناء على محمد، وهو أكثر شيوعا في شمال البلاد. 

## الأدب الحديث
على الرغم من وجود العديد من الصحف التي نشرت حول مطلع القرن العشرين، يمكن القول إن أهم صحيفة من حيث التأثير على الأدب السوداني الحديث كانت «الرائد». نشرت الورقة لأول مرة في الخرطوم، العاصمة السودانية في عام 1914 ونشرت مجموعة متنوعة من الشعر وغيرها من الأدب. وكان المحرر الأول للورقة عبد الرحيم غلايلاتي. 
في الستينات، تماشيا مع التطورات الاجتماعية في بلدان أخرى في ذلك الوقت، بدأت هناك روايات تنشر تتناول المواضيع الاجتماعية. وقد حفز هؤلاء الطلاب العائدين إلى ديارهم من الدراسة في البلدان الأوروبية. يقول النور إن رواية بعنوان «الفراغ العريض» كانت أول «مثال حقيقي» من هذا النوع. نشرت في عام 1970، بعد وفاة مؤلفها ملكة الدار محمد، أثار العمل ضجة كبيرة من قبل أن تنشر من قبل امرأة والتعامل مع مواضيع واقعية. 
ومن أبرز الكتاب السودانيين الطيب صالح. وقد كتب كل من الروايات والقصص القصيرة. أشهر أعماله موسم الهجرة إلى الشمال، الذي نشر في عام 1967، يتناول مجيء سن الطالب العائدين إلى السودان من إنجلترا. وقد ظهر أصلا باللغة العربية، ونشر لاحقا باللغتين الإنكليزية والفرنسية. 
في نظرة سريعة إلى خريطة الإبداع العربي سنجد أن الأدب السوداني لم يأخذ حظه من الانتشار بين القراء والنقاد، يستثنى من ذلك الطيب صالح ومحمد الفيتوري لكن الأسماء التي قبل وبعد هذين المبدعين لم تأخذ حقها حتى الآن.
الأسباب كثيرة لعل أهمها عدم وصول الكتاب السوداني إلى القراء والنقاد وهذا يرجع لصعوبة نشر الكتاب السودانيين لأعمالهم، نظرا للتغيرات الاجتماعية والسياسية والاضطرابات الكثيرة هناك وسبب ثان يعود إلى كل من الكتاب السودانيين والقراء والنقاد العرب فقد تم الاكتفاء بالاسمين سالفي الذكر ولكن من ينظر إلى خريطة الابداع السوداني ويتوقف عندها سيعثر على أسماء وأعمال لها وزن مثل: إبراهيم إسحاق، محمود مدني، عيسى الحلو، مختار عجوبة، علي المك، بشرى الفاضل، عبد العزيز بركة ساكن.

## وصلات خارجية
- Regards sur la littérature soudanaise/ (بالفرنسية)